# Waterpolo op de Olympische Zomerspelen 1924
Waterpolo is een van de sporten die beoefend werden tijdens de Olympische Zomerspelen 1924 te Parijs.

## Mannen
De dertien deelnemende landen speelden een knock-outtoernooi.
Hierna was er nog een toernooi om de tweede plaats waaraan de landen konden deelnemen die van de winnaar hadden verloren.
Vervolgens was er ook nog een toernooi om de derde plaats, hieraan konden de landen deelnemen die van de winnaar en de nummer twee hadden verloren.

### Voorronde
| 13 juli | 11:45 | Zweden            | 7 - 0 | Italië           |
| 13 juli | 16:30 | Hongarije         | 7 - 6 | Groot-Brittannië |
| 13 juli | 17:00 | Frankrijk         | 3 - 1 | Verenigde Staten |
| 14 juli | 11:15 | Nederland         | 7 - 0 | Zwitserland      |
| 14 juli | 17:00 | Tsjecho-Slowakije | 6 - 1 | Griekenland      |

### Kwartfinales
| 15 juli | 10:30 | Zweden            | 9 - 0 | Spanje    |
| 15 juli | 11:15 | Tsjecho-Slowakije | 4 - 2 | Ierland   |
| 15 juli | 16:15 | België            | 7 - 2 | Hongarije |
| 15 juli | 17:00 | Frankrijk         | 6 - 3 | Nederland |

### Halve finales
| 16 juli | 16:30 | België    | 5 - 1 | Tsjecho-Slowakije |
| 16 juli | 17:30 | Frankrijk | 4 - 2 | Zweden            |

### Finale
| 17 juli | 16:30 | Frankrijk | 3 - 0 | (1-0) | België |

### Om de tweede plaats
| 18 juli  | 16:30 | België           | 4 - 3 | Zweden           |
| 18 juli  | 17:00 | Verenigde Staten | 4 - 2 | Nederland        |
| 19 juli1 | 16:15 | België           | 2 - 1 | Verenigde Staten |
| 20 juli1 | 10:30 | België           | 2 - 1 | Verenigde Staten |

1Wedstrijd overgespeeld na Amerikaans protest.

### Om de derde plaats
| 18 juli | 10:30 | Hongarije        | 7 - 0 | Tsjecho-Slowakije |
| 19 juli | 10:30 | Zweden           | 4 - 1 | Hongarije         |
| 20 juli | 17:00 | Verenigde Staten | 3 - 2 | Zweden            |

### Eindrangschikking
| rang   | land             |
| ------ | ---------------- |
| Goud   | Frankrijk        |
| Zilver | België           |
| Brons  | Verenigde Staten |